# Непрості
Непро́сті - у гуцульській міфології люди, які у народній демонологічній традиції наділені надприродною силою, у той час, як люди з езотеричними можливостями нічим не відрізняються від інших людей ані ззовні, ані походженням. Вони привертали до себе увагу способом життя чи власними вміннями.

## Характерні особливості непростих
Непростих людей називали також чарівниками, знахарями , ворожбитами тощо. Постать знахарки переплітається з образом відьми-чарівниці, й увібрала в себе багато «нечистих» демонічних елементів. Незважаючи на те, що в народній уяві ці образи пересновуються, все ж таки відмінність між ними є. Згідно з віруваннями відьма – завжди є небезпечною, натомість знахарка може бути помічною силою для людей.
Характерною особливістю знаючих є здатність ставати невидимими. Така риса наближає їх до світу мертвих, бо категорія невидимого є однією з характеристикою загробною світу. Щодо гендерно-вікових ознак, то серед непростих переважають жінки. У бойківських говірках спостерігається часте використання корелятів «ворожка – ворожбит; знахарка - знахар»… 
Оскільки чаклування, ворожіння вважалися гріхом, то смерть знахарів та ворожбитів була мученицькою та довготривалою. Однак смерть не була такою важкою, як у відьом.

## Уміння непростих людей
Своїми діями непрості могли впливати (позитивно чи негативно) на людей та природу. Впливаючи на життя людини могли зашкодити, або навпаки допомогти. Найпоширенішою функцією яка відносилася безпосередньо до людини, було зняття вроків. Уявлення про «лихе око» притаманне не лише слов’янській культурній традиції. Болгари для зняття вроків зашивали крило або ж голову кажана в одяг і носили як оберіг. Ще однією функцію було зняття хвороби. Вважалося, що лише непрості могли вигнати чорну хворобу. Невід’ємними елементами вигнання хворіб були рослини(трави, зілля) як лікувальні засоби. Знахарі обкурювали людину та їх домівки зіллям, або давали вживати натщесерце. Сприятливими днями збирання трав вважали русальну п’ятницю. Свято Івана Купайла було часом активного спілкування живих та мертвих, отже, і сприятливих для приготування певних магічних засобів. До арсеналу засобів чарування входили також вода, якою обмивали тіло померлого, різні речі покійника. Такою функцією непростих було уміння відвертати природні катаклізми, такі як буря. Часто, щоб зупинити бурю знаючі викидали на подвір’я сокиру, лопату, жінки роздягалися і бігали довкола хати, щоб налякати бурю.

## Непрості та їх види у народному побуті
Езотеристи ніяк не відрізнялися від людей ані ззовні, ані походженням. Вони викликали загальний інтерес до себе своїми вміннями, способом життя тощо. До фахової категорії можна віднести так званих «чаклунів – чарівників», які майстерно опанували певних фах. Майстра-будівельника, коваля, пастуха, музиканта.
- Майстер-будівельник. Щоб усе пройшло добре, майстру давали гроші, бо «щось знає», тобто міг все добре зробити. Закладщина – єдина із основних моментів будівництва, бо від неї залежало майбутнє людей, тому правильно стежили за майстром, бо люди знали, що три хати від кладе на добре, а четверту на зле, бо тоді втратить свої здібності. Зв'язок айстра із землею є очевидним. Земля належала до місць, де перебувають померлі, тому майстер повинен був вміти з ними спілкуватися, аби задобрити їх, щоб мерці дозволили зводити хату. Бойки вважали таємничою і професію коваля. Люди вважали, що він наділений надприродною силою пов'язаною з вогнем.

- Пастух. Невід’ємною частиною життя суспільства було скотарство, тому важливе місце в уявленнях слов’ян посідав пастух. Ця робота вважалася небезпечною, зазначають, що пастух пас вівці «де дідько каже на добраніч», тобто дуже далеко, та в неприступних місцях, де й творить собі чорта із зноска(яйця), щоб той допомагав йому пасти отару. Також вмів лікувати людей та тварин замовляннями, володів таємницею спілкування з тваринами та рослинним світом.

- Музиканти. Найпоширенішими були оповідки про музикантів. Українці вважали, що музика – це посередник між двома світами, засіб спілкування із предками. Надприродні здібності музиканта пояснювали його зв’язки із нечистою силою. Гуцули теж вважали зв'язок музиканта з нечистою силою, тому називали сточником, тобто людиною, яка вирізняється серед інших майстерністю.

## Соціальний статус непростих
Серед езотеристів існували люди, що чітко вирізнялися своїм сімейним та соціальним становищем. Це були жебраки, вдови, покритки тощо.
- Жебраки. Також називали чужий, гість. Сприймався як замісник покійника, іпостась предка. Люди високо цінували поминки, на які раптово прийшов звичайний перехожий, тобто чужий. Годуваня бідного, чужого було ритуальним дійством, що означало символічний обмін: віддаси чужому на цьому світі, вдасться своєму – на тому світі. Вважали їх непростими, бо могли вилікувати від хворіб в обмін на кусень хліба.

- Вдова. Щодо статусу вдови, то оцінювався він суперечливо. Як соціально-неповноцінний; як ритуально чистий. У першому випадку, їм було заборонено виконувати чимало ритуальних дій, пов’язаних з народженням дитини чи одруженням, а у поховальних обрядах їм належала головна роль. Як ритуально чисті, вдови допомагали лікувати хвороби різними замовляннями.